# Live Trucker
Live Trucker é o primeiro álbum gravado ao vivo do cantor Kid Rock, lançado a 28 de fevereiro de 2006.

## Faixas
1. "Son Of Detroit" - 5:11
2. "Bawitdaba" - 5:44
3. "Cowboy Intro" - 2:56
4. "Cowboy" - 5:02
5. "Devil Without A Cause" - 6:11
6. "Somebody's Gotta Feel This/Fist of Rage" - 5:41
7. "Picture ft Gretchen Wilson" - 6:09
8. "American Bad Ass" - 4:10
9. "Rock N Roll Pain Train" - 4:05
10. "Early Mornin' Stoned Pimp" - 7:11
11. "You Never Met a Motherfucker Quite Like Me" - 5:48
12. "Cocky" - 3:04
13. "Only God Knows Why" - 6:33
14. "Outstanding" - 5:33

## Paradas
| Ano  | Parada              | Posição |
| ---- | ------------------- | ------- |
| 2006 | Billboard 200       | 12      |
| 2006 | Top Internet Albums | 12      |